# Грачац
Грачац (хорв. Gračac) — город и муниципалитет в исторической области Лика в Хорватии. Административно входит в жупанию Задарска.

## История
Данная местность издревле была заселена яподами. Впервые в качестве населённого пункта это место упоминается в документах Младена I в 1302 году под названием Хотуча. В 1318 году город перешёл во владение представителя рода Гусичей, а через 150 лет во владение Карла Куряковича, который передал город своему сыну, бану Хорватии Ивану Карловичу. В 1527 году город был завоёван османами, которые присвоили ему название Грачац. В 1689 году он перешёл под контроль австрийской военной администрации и был передан Хорватии лишь в 1881 году. Через 110 лет во время войны за независимость город был оккупирован югославскими силами, так как являл собой важный транспортный узел между Загребом и Книном. В августе 1995 года населённый пункт перешёл под контроль хорватов.

## Население
Население города составляло 2060 человек на 2021 год.

## Поселения
В состав муниципалитета входят следующие населённые пункты:
- Беглуци
- Бротња
- Брувно
- Церовац
- Дабашница
- Дерингај
- Доња Суваја
- Дреновац Осредачки
- Дубоки Дол
- Дугопоље
- Глогово
- Горња Суваја
- Граб
- Грачац
- Губавчево Поље
- Калдрма
- Кијани
- Ком
- Куновац Купировачки
- Купирово
- Мазин
- Надврело
- Нетека
- Омсица
- Осредци
- Отрич
- Паланка
- Прибудич
- Прлjево
- Растичево
- Рудопоље Брувањско
- Срб
- Тишковац Лички
- Томингај
- Велика Попина
- Вучипоље
- Заклопац
- Зрманjа
- Зрманjа Врело